# Adela Jušić

Adela Jušić (Sarajevo, 20. listopada 1982.) - nagrađivana suvremena vizualna umjetnica iz Bosne i Hercegovine. 
Rođena je 20. listopada 1982. godine u Sarajevu. Najpoznatija je po svojoj socijalno angažiranoj umjetnosti, u kojoj se bavi posljednjim ratom u Bosni i Hercegovini te vidljivošću i borbom partizanskih žena tijekom Drugog svjetskog rata i Jugoslavije. Izlagala je svoje radove na više od 100 međunarodnih izložbi, među ostalima na Frestas - Trienal de Artes (Sao Paolo) i na Kraljevskom sveučilištu umjetnosti u Londonu. 
Adela Jušić je suosnivačica Udruženja za kulturu i umjetnost. Također je jedna od osnivačica računalnoga arhiva Antifašističke borbe žena Bosne i Hercegovine i Jugoslavije. Potpisnica je Deklaracije o zajedničkom jeziku, u kojoj se tvrdi da se u Hrvatskoj, Bosni i Hercegovini, Srbiji i Crnoj Gori govore nacionalne standardne varijante zajedničkog policentričnog standardnog jezika. Adela živi i radi u Sarajevu. 
Odrasla je u opkoljenom Sarajevu tijekom rata u Bosni i Hercegovini 1992. – 1995. godine što je uveliko utjecalo na njezin rad i stvaralaštvo. Glavni motivi Adelinih radova su njeno iskustvo preživljavanja rata, rat i ratna politika, snažna posvećenost feminizmu i institucionalnoj kritici te praksa zasnovana na zajedništvu i solidarnosti.